# 1472
Пізнє Середньовіччя •  Відродження •  Реконкіста •  Ганза •  Ацтецький потрійний союз •  Імперія інків

## Геополітична ситуація
Османську державу очолює Мехмед II Фатіх (до 1481). Імператором Священної Римської імперії є Фрідріх III. У Франції королює Людовик XI (до 1483).
Апеннінський півострів розділений: північ належить Священній Римській імперії, середню частину займає Папська область, південь належить Неаполітанському королівству. Могутними державними утвореннями півночі є Венеційська республіка, Флорентійська республіка, Генуезька республіка та герцогство Міланське.
Майже весь Піренейський півострів займають християнські Кастилія і Леон, де править Енріке IV (до 1474), Арагонське королівство на чолі з Хуаном II (до 1479) та Португалія, де королює Афонсо V (до 1481). Під владою маврів залишилися тільки землі на самому півдні.
Едуард IV є королем Англії (до 1483), королем Данії та Норвегії — Кристіан I (до 1481), Швецію очолює регент Стен Стуре Старший (до 1497). Королем Угорщини є Матвій Корвін (до 1490), а Богемії — Владислав II Ягелончик. У Польщі королює, а у Великому князівстві Литовському княжить Казимир IV Ягеллончик (до 1492).
Частина руських земель перебуває під владою Золотої Орди. Галичина входить до складу Польщі. Волинь належить Великому князівству Литовському. Московське князівство очолює Іван III Васильович (до 1505).
На заході євразійських степів від Золотої Орди відокремилися Казанське ханство, Кримське ханство, Ногайська орда. У Єгипті панують мамлюки. У Китаї править династія Мін. Значними державами Індостану є Делійський султанат, Бахмані, Віджаянагара. В Японії триває період Муроматі.
У Долині Мехіко править Ацтецький потрійний союз на чолі з Ашаякатлем (до 1481). Цивілізація майя переживає посткласичний період. В Імперії інків править Тупак Юпанкі (до 1493).

## Події
- Московський князь Іван III Васильович підкорив Перм.
- Розпочалася війна між королем Франції Людовиком XI та герцогом Бургундії Карлом Сміливим. Наступ Карла Сміливого зазнав невдачі під Бове, оборону якого очолила Жанна Ашетт (Сокира).
- Король Арагону Хуан II взяв в обологу Барселону, де проти нього спалахнуло повстання. Місто змушене капітулювати.
- Шотландія анексувала Оркнейські острови за невиплачене віно.
- Португальський мореплавець Жуан Ваш Кортиріал, можливо, відкрив острів поблизу Ньюфаундленду.
- В Сієні засновано Banca Monte dei Paschi di Siena — найстаріший банк, який існує досі.
- Флорентійський університет переведено в Пізу.
- Герцог Баварії Людовик IX заснував університет в Інгольштадті.
- Мохаммед Шейх захопив Фес і проголосив себе його султаном, заснувавши династію Ваттасидів.

## Померли
- 19 квітня — У Римі на 69-у році життя помер Альберті Леон-Баттіста, знаменитий італійський архітектор, теоретик мистецтва, письменник, музикант, учений епохи Раннього Відродження.